# Eumunida
Eumunida é um género de crustáceos decápodes da infraordem Anomura.

## Espécies
Existem 28 espécies consideradas validamente descritas, a maioria das quais com distribuição natural conhecida no Oceano Pacífico:
- Eumunida ampliata De Saint Laurent & Poupin, 1996
- Eumunida annulosa De Saint Laurent & Macpherson, 1990
- Eumunida australis De Saint Laurent & Macpherson, 1990
- Eumunida balssi Gordon, 1930
- Eumunida bella De Saint Laurent & Macpherson, 1990
- Eumunida bispinata Baba, 1990
- Eumunida capillata De Saint Laurent & Macpherson, 1990
- Eumunida debilistriata Baba, 1977
- Eumunida depressa De Saint Laurent & Poupin, 1996
- Eumunida dofleini Gordon, 1930
- Eumunida funambulus Gordon, 1930
- Eumunida gordonae Baba, 1976
- Eumunida karubar De Saint Laurent & Poupin, 1996
- Eumunida keijii De Saint Laurent & Macpherson, 1990
- Eumunida laevimana Gordon, 1930
- Eumunida macphersoni De Saint Laurent & Poupin, 1996
- Eumunida marginata De Saint Laurent & Macpherson, 1990
- Eumunida minor De Saint Laurent & Macpherson, 1990
- Eumunida multilineata De Saint Laurent & Poupin, 1996
- Eumunida pacifica Gordon, 1930
- Eumunida parva De Saint Laurent & Macpherson, 1990
- Eumunida picta Smith, 1883
- Eumunida similior Baba, 1990
- Eumunida smithii Henderson, 1885
- Eumunida spinosa Macpherson, 2006
- Eumunida squamifera De Saint Laurent & Macpherson, 1990
- Eumunida sternomaculata De Saint Laurent & Macpherson, 1990
- Eumunida treguieri De Saint Laurent & Poupin, 1996

## Galeria

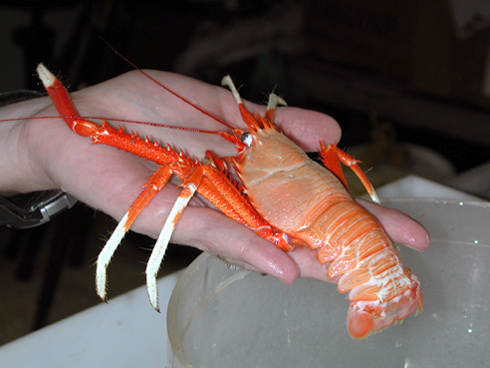
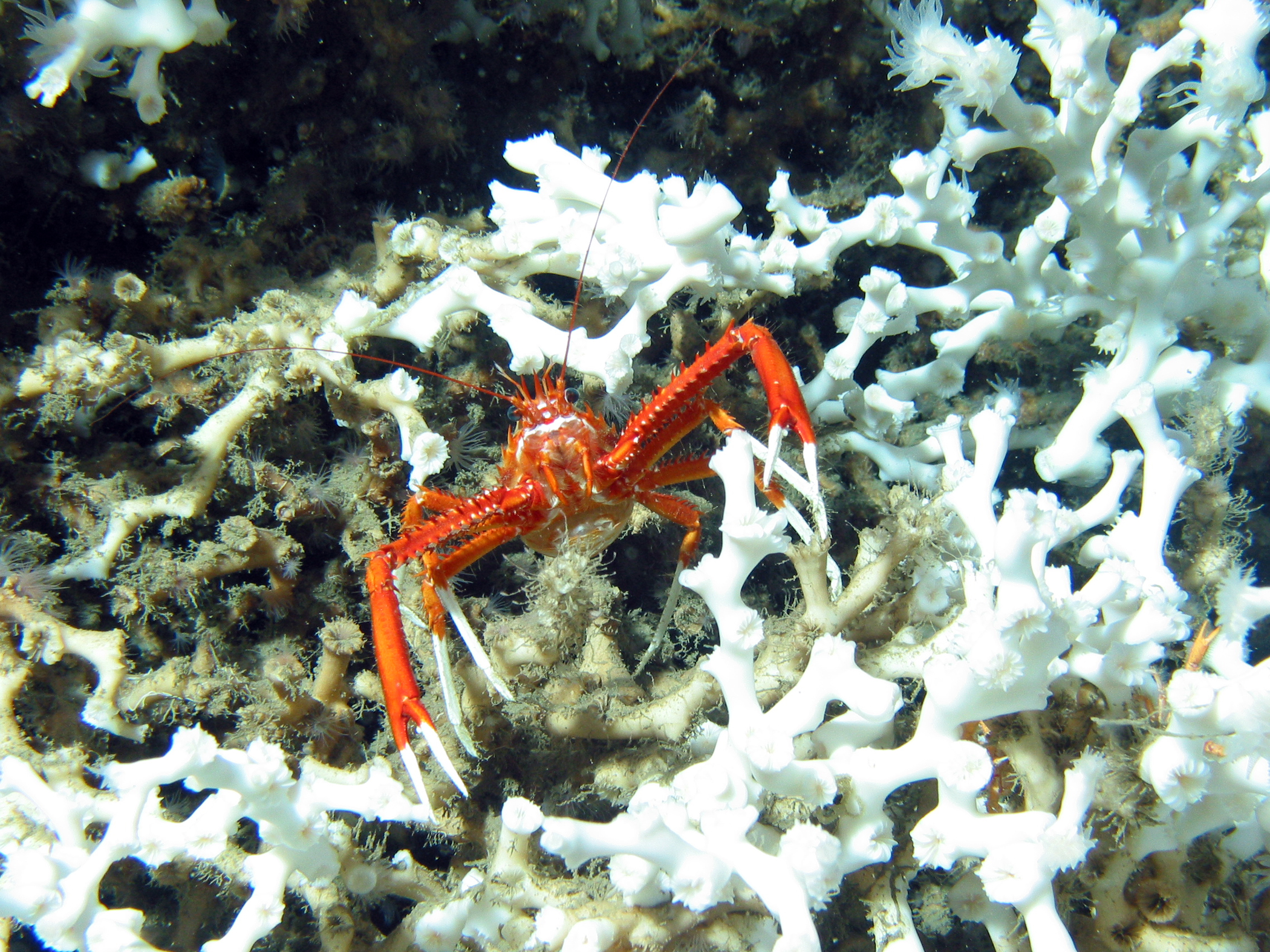
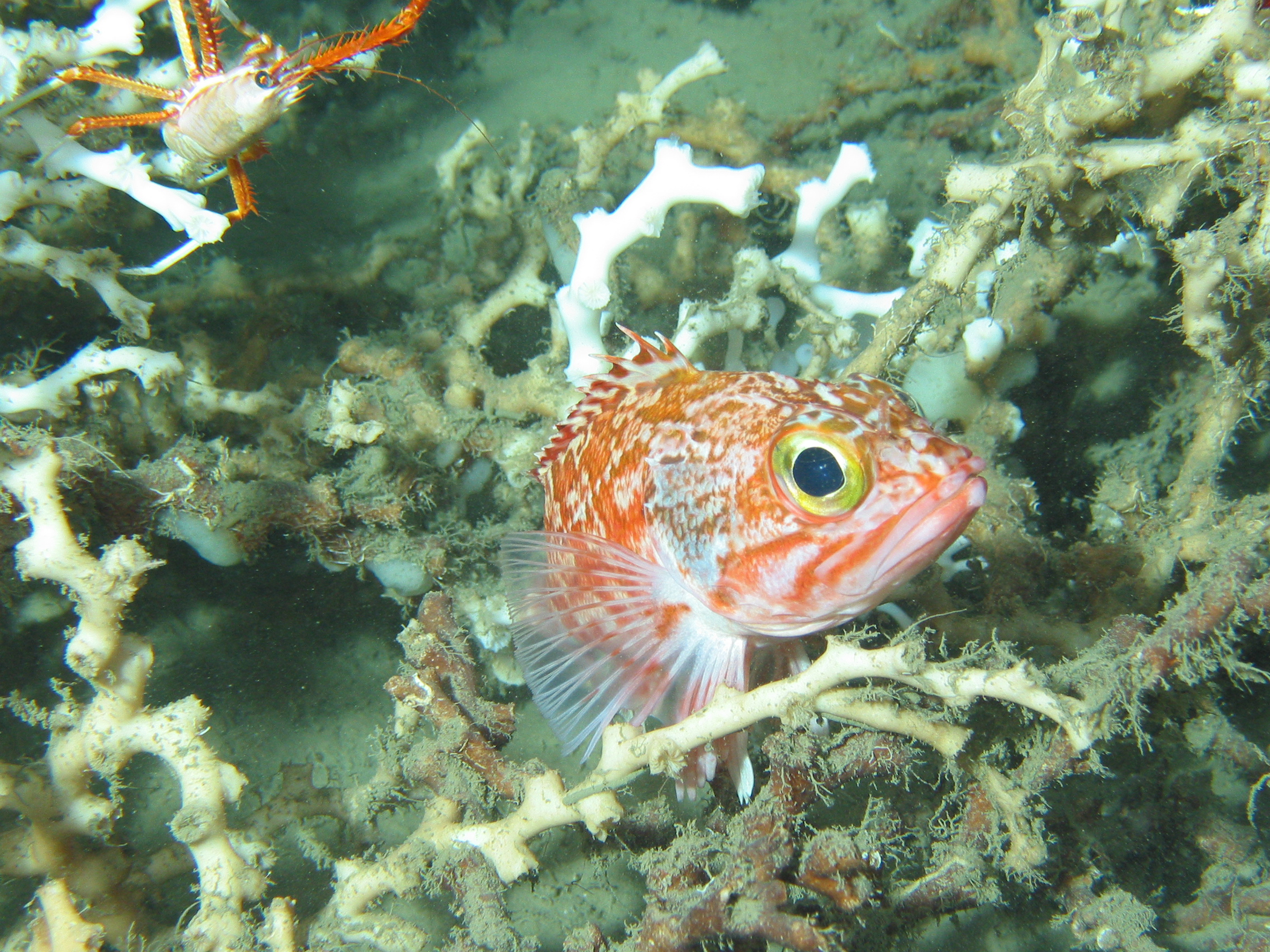
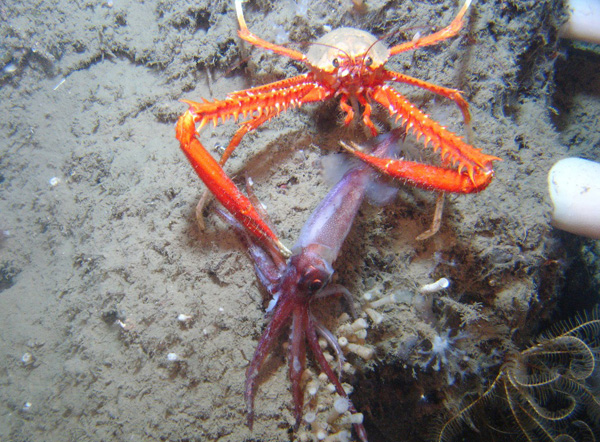